# ウマイタ (砲艦)
ウマイタ (Humaitá) はパラグアイ海軍の砲艦。パラグアイ級。

## 艦歴
1929年4月21日、ジェノバ、Sestri Ponenteのオデロ社で起工。1930年4月16日進水。当初の艦名は「Capitán Cabral」であったが、1930年7月30日に「ウマイタ」に改名された。1931年2月14日にジェノバを離れて5月5日にアスンシオンに到着し、5月13日に就役した。
1932年からのチャコ戦争では輸送任務に従事。1932年12月22日、「ウマイタ」はPuerto Leda付近でボリビア軍機2機の攻撃を受けたが被害はなかった。
1947年、反乱が発生。ブエノス・アイレスで修理中であった「ウマイタ」と「パラグアイ」でも5月7日に反乱が発生し、両艦はパラグアイへ向かった。7月11日、Cerrito島沖で「ウマイタ」は爆撃を受けて被弾。その後も「パラグアイ」と座礁した「ウマイタ」は航空攻撃を受け、またCerrito島に配置された大砲も「ウマイタ」を攻撃した。反乱者の一部は上陸して陣地を作ったが、襲撃を受けて捕えられた。「ウマイタ」が離礁に成功すると2隻は8月13日にパラグアイ川への水路の突破を図ったが、陸上からの砲撃を受けて退き、8月15日にItá Ibatéで抑留された。
1974年、76mm砲1基がボフォース 60口径40mm機関砲連装1基に、40mm砲がエリコン 20 mm 機関砲単装2基にそれぞれ換装された。
1989年2月のクーデターでは「ウマイタ」は政府宮殿や議事堂などを砲撃した。
2000年9月6日、「ウマイタ」は博物館船となった。